# Ambrières-les-Vallées
Ambrières-les-Vallées là một xã thuộc tỉnh Mayenne trong vùng Pays de la Loire tây bắc nước Pháp. Xã này nằm ở khu vực có độ cao trung bình 115 mét trên mực nước biển.